# Oskar Prochnow
Paul Oskar Prochnow (* 27. November 1884 in Märkisch Buchholz; † 18. August 1934 in Berlin) war ein deutscher Pädagoge, Naturforscher, Naturphilosoph und Publizist.

## Leben

### Herkunft und Ausbildung
Nach dem Besuch der Gemeindeschule seiner Heimatstadt wurde er durch Privatunterricht auf die siebte Jahrgangsstufe eines Gymnasiums vorbereitet und besuchte anschließend sieben Jahre lang das Friedrich-Wilhelm-Gymnasium in Cottbus. Anschließend immatrikulierte er sich an der Friedrich-Wilhelms-Universität in Berlin und studierte dort sieben Semester lang, wobei er hauptsächlich Vorlesungen zu Zoologie (bei Paul Deegener, Franz Eilhard Schulze, August Brauer und Karl August Möbius), Botanik (bei Simon Schwendener und Erwin Baur), Physik (bei Max Planck), Mathematik (bei Johannes Knoblauch, Hermann Amandus Schwarz und Ferdinand Georg Frobenius) und Philosophie (bei Alois Riehl) hörte. Am 13. April 1908 wurde er mit der Dissertation Die Abhängigkeit der Entwicklungs- und Reaktionsgeschwindigkeit bei Pflanzen und poikilothermen Tieren von der Temperatur cum laude promoviert. Diese Forschungen wurden seitens der Preußischen Akademie der Wissenschaften mit 500 Mark unterstützt.

### Berufliche Karriere
Hauptberuflich arbeitete er als Lehrer und hatte seinen Lebensmittelpunkt in Groß-Lichterfelde. Während des Ersten Weltkrieges war er allerdings als Meteorologielehrer an der Beobachter- und Fliegerschule der Flieger-Ersatz-Abteilung in Köln tätig. Prochnow besaß äußerst vielseitige wissenschaftliche Interessen, wobei sein Hauptaugenmerk naturkundlichen Themen galt. Im Laufe seines Lebens publizierte er zahlreiche Artikel und Monographien – sowohl fachliche als auch populärwissenschaftliche – und konzentrierte sich dabei vor allem auf Entomologie, Meteorologie, Pädagogik und Naturphilosophie.
Im Sommer 1931 übernahm er als Nachfolger von Walther Schoenichen ab dem achten Jahrgang die Herausgabe der Zeitschrift Der Naturforscher. Prochnow starb im Sommer 1934 im Alter von nur 49 Jahren in Berlin.

## Naturphilosophische Äußerungen
Gegen Ende der 1900er Jahre befasste sich Prochnow in mehreren Veröffentlichungen mit den unterschiedlichen Evolutionstheorien und hierbei insbesondere mit den Überlegungen von Charles Darwin und Jean-Baptiste de Lamarck sowie mit deren Rezeption bei Arthur Schopenhauer. Sein Bestreben war es nach eigenen Angaben,
„einen Kompromiss zwischen den heute einander feindlich gegenüberstehenden Lagern der Darwinisten und Neo-Lamarckisten [zu] erzwingen, [um einerseits] die Darwinisten davon [zu] überzeugen, dass im Lebensprozess Intelligenz, Schöpferkraft und Spontaneität steckt und die Lebewesen nicht allein die passiven Produkte der Naturauslese sind, [und] andererseits den Neo-Lamarckisten, die soweit gegangen sind, der Selektion jede schöpferische Wirkung abzusprechen, vor Augen [zu] halten, dass viele Anpassungen als physiologische Anpassungen nicht denkbar sind, sondern ohne Zutun der Tiere zustande gekommen sein müssen, dass dabei eine Mitwirkung einer urteilenden Ratio nicht angenommen werden kann, ohne dass wir uns in abenteuerliche Spekulationen verlieren, dass die Theorie des Neo-Lamarckismus zwar eine brauchbare Theorie der funktionellen Anpassungen ist, jedoch in einer Reihe von Fällen völlig versagt, nämlich immer dann, wenn es sich um die Erklärungen der sogenannten passiven Anpassungen handelt.“
Prochnow betrachtete Schopenhauers Anknüpfung an Immanuel Kants Idealismus und an Platons Ideenlehre als eine Art Selbstmissverständnis des Philosophen. Dieser sei vor allem Eklektiker gewesen und könne daher nicht „auf die Aufnahme der zu seiner Zeit aufkommenden Entwicklungslehre verzichtet haben“. Schopenhauers System sei ein zum „Zwecke der Erklärung der Welt komponiertes Aggregat von Hypothesen“, in dem man unter anderem auch eine Verwandtschaft zur Entwicklungslehre finde. Als Hauptthese vertrat Prochnow die Ansicht, dass de Lamarcks „inneres Gefühl“ beziehungsweise dessen „Begierde“ analog zu Schopenhauers „Willen“ zu betrachten sei, da beides „von innen heraus“ entstünde und eine aktive Anpassung bewirke. Im Detail argumentierte Prochnow, dass der Lamarckismus aufgrund „des von Schopenhauer vorweggenommenen Kampfs der Arten“, aufgrund der Haeckel’schen Grundregel, des Dollo’schen Gesetzes sowie vieler anderer Faktoren eine „gewaltige, leider bis heute bei den Biologen noch wenig bekannte Ausgestaltung“ erfuhr. Dennoch konnte er Lamarcks Theorien wenig abgewinnen. Der Botaniker Adolf Wagner äußerte allerdings im Jahr 1908:
„Das gerade Gegner wie [...] Prochnow [...] mit vollem Bewusstsein [die] psychischen Faktoren anerkennen müssen – das ist das schönste Resultat in dem bisherigen Kampfe des Lamarckismus gegen den Darwinismus. [Es ist ein Resultat, das] uns eine Garantie bietet für das Gedeihen der lamarckistischen Bewegung und für die anwachsende Verständigungsmöglichkeit mit allen jenen Gegnern, deren Widerstand infolge der Neuheit der Sache mehr auf Missverständnissen als auf prinzipiellem Nichtwollen beruht.“
Den Ideen August Paulys, der ein psychovitalistische und „psychophysische Teleologie“ propagierte, stand Prochnow ebenfalls kritisch gegenüber und favorisierte stattdessen ein eigenes Theorienkonzept. Allerdings wies der Zoologe Ludwig Plate schon 1909 darauf hin, dass Prochnows Korrektur am Paulynismus „die Unbrauchbarkeit dieser Lehre nicht vermindere“ und dass sich Prochnows Psychovitalismus fast vollständig mit dem Paulys decke.

## Publikationen (Auswahl)
Monographien
- Flieger-Wetterkunde. Kurz gefasste Darstellung der Physik des Luftmeeres und der Wetterkunde in Beziehung zum Flugwesen. Verlag F. Nemnich, 1916, 32 Seiten.
- Die Theorien der aktiven Anpassung mit besonderer Berücksichtigung der Deszendenztheorie Schopenhauers. 1. Beiheft der Annalen der Naturphilosophie. Akademische Verlagsgesellschaft, 1910, 72 Seiten.
- Vogelflug und Flugmaschinen. Darstellung und Kritik der Erfindung des Kraftfluges durch Natur und Technik. Verlag Theodor Thomas, Leipzig, 1910, 101 Seiten.
- Wissen oder Können? Gedanken eines Schulmannes über die Aufgabe der höheren Schulen im neuen Deutschland. Verlag F. Nemnich, Mannheim und Leipzig, 1919, 24 Seiten.
- Wolken. In der Reihe: „Brehm-Bücher“, Band 9. Brehm-Verlag, Berlin, 1931, 28 Seiten.
- Formenkunst der Natur. Verlag Ernst Wasmuth, Berlin, 1934, 124 Seiten.

Herausgeberschaft
- Erdball und Weltall. Eine Einführung in die Erscheinungen der unbelebten Natur. Verlag Hugo Bermühler, Berlin, 1928, 280 Seiten.